# Jens Scharping

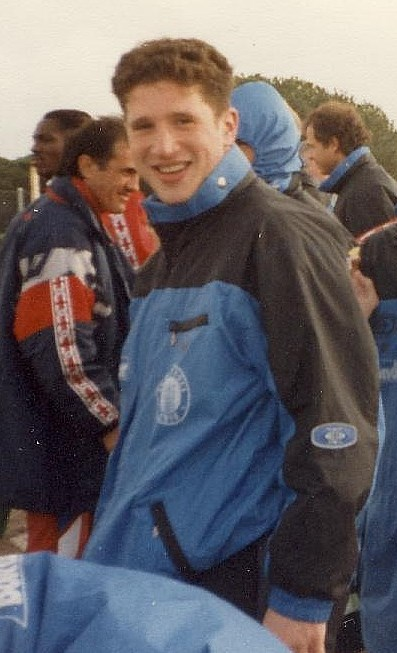
Jens Scharping 1996

Jens Scharping (* 16. Juli 1974 in Hamburg) ist ein ehemaliger deutscher Fußballspieler.

## Karriere
Der Stürmer begann seine Karriere beim Eimsbütteler TV (ETV), für den er von 1986 bis 1993 spielte. In seinem letzten ETV-Spieljahr (1992/93) erzielte Scharping 28 Tore für die Landesliga-Mannschaft. Danach wechselte er zum FC St. Pauli, machte sich dort in der Amateurmannschaft als Torjäger einen Namen (19 Tore in der Saison 1993/94) und bestritt für die Profimannschaft der Hamburger zwischen 1995 und 1997 46 Bundesliga-Spiele, in denen er 12 Tore schoss. Im Frühling 1995 wurde er auf Abruf in das erweiterte Aufgebot der deutschen U21-Nationalmannschaft berufen, bestritt jedoch kein Länderspiel. In der Saison 1998/1999 spielte er für Rot-Weiß Oberhausen in der 2. Bundesliga, konnte aber nur zehn Einsätze verzeichnen und blieb ohne Torerfolg.
Er blieb bis Anfang Dezember 1999 vereinslos, als er ein Angebot des Regionalligisten 1. SC Norderstedt annahm. Zur Saison 2000/01 wechselte er zum Lüneburger SK (ebenfalls Regionalliga), bevor er 2001 zum VfB Lübeck ging. Bis 2004 kam er auf 111 Zweitliga-Spiele und 35 Tore. Dann wechselte er zu Alemannia Aachen. Für die Mannschaft bestritt er in der Saison 2004/2005 insgesamt 23 Spiele, erzielte dabei drei Tore und sammelte UEFA-Pokal-Erfahrung.
In der Winterpause 2005/06 wechselte der am Ende vom Trainer Dieter Hecking kaum noch berücksichtigte Scharping zum FC St. Pauli zurück. Doch auch in St. Pauli konnte er nicht an seine alten Leistungen anknüpfen, so dass sein Vertrag nach dem Aufstieg der Mannschaft nicht verlängert wurde. Daraufhin beendete Scharping, der in Fußballerkreisen in Anlehnung an Gerd Müller den Spitznamen Gerdl erhielt, 2006/07 seine Karriere.